# Zeiskam
Zeiskam è un comune di 2.209 abitanti della Renania-Palatinato, in Germania.
Appartiene al circondario (Landkreis) di Germersheim (targa GER) ed è parte della comunità amministrativa (Verbandsgemeinde) di Bellheim.

## Amministrazione

### Gemellaggi
Roccastrada (dal 2002)